# Daniela Meuli
Daniela Meuli (Davos, 6 de noviembre de 1981) es una deportista suiza que compitió en snowboard, especialista en las pruebas de eslalon paralelo.
Participó en los Juegos Olímpicos de Turín 2006, obteniendo la medalla de oro en la prueba de eslalon gigante paralelo. Ganó una medalla de oro en el Campeonato Mundial de Snowboard de 2005, en la prueba de eslalon paralelo.

## Medallero internacional
| Juegos Olímpicos   | Juegos Olímpicos  | Juegos Olímpicos | Juegos Olímpicos         |
| Año                | Lugar             | Medalla          | Competición              |
| ------------------ | ----------------- | ---------------- | ------------------------ |
| 2006               | Turín (Italia)    | Medalla de oro   | Eslalon gigante paralelo |
| Campeonato Mundial |                   |                  |                          |
| Año                | Lugar             | Medalla          | Competición              |
| 2005               | Whistler (Canadá) | Medalla de oro   | Eslalon paralelo         |